# Neverwinter Nights 2
Neverwinter Nights 2 è un videogioco di ruolo sviluppato da Obsidian Entertainment e pubblicato da Atari. Il gioco, distribuito in Europa a partire dal 3 novembre 2006 per Windows, è il seguito ufficiale di Neverwinter Nights, videogioco di successo sviluppato da BioWare e basato sul regolamento di Dungeons & Dragons.
Nel 2008 è stata messa in commercio la versione Apple Macintosh, sviluppata da Aspyr Media su licenza del produttore originale.
Se NWN è basato sulle regole della Terza Edizione (3.0), NWN2 è basato sulle regole della Revisione di Dungeons & Dragons Terza Edizione (meglio conosciuta come versione 3.5); come nel prequel, alcune regole sono state modificate per essere adattate alla modalità di gioco in tempo reale.

## Trama
La storia di NWN2 si svolge nella città di Neverwinter e nella regione circostante (la Costa della Spada), anche se non è la continuazione delle campagne ufficiali di NWN. Il gioco, ambientato ad alcuni anni di distanza dalla conclusione del primo capitolo e dalla guerra con Luskan, vede come protagonista un abitante di un villaggio di Merdelain (pron. Màrdelein), nome elfico del Mare dei Morti (una zona paludosa a sud di Neverwinter); la vita del protagonista viene sconvolta quando il villaggio viene attaccato da una banda di creature extraplanari, i Githyanki; il padre adottivo del protagonista, Daeghun, intuisce che i Githyanki sono alla ricerca dei frammenti di una loro spada magica argentata, distrutta diversi anni addietro. Ordina così al protagonista di incamminarsi verso Neverwinter, sia per distogliere i Githyanki da un secondo attacco al villaggio sia per recarsi dal fratello di Daeghun, che è in possesso di un altro frammento della spada. Scoprirà in seguito, dopo aver raccolto attorno a sé un variegato gruppo di compagni, che sulla città di Neverwinter incombe una nuova minaccia.

## Modalità di gioco
La modalità di gioco è del tutto simile a quella di Neverwinter Nights. Le regole sono ora basate su Dungeons & Dragons 3.5 anziché su D&D3.0.
L'interfaccia di gioco e i controlli della telecamera mobile sono stati resi più flessibili e personalizzabili; le finestre possono essere ridimensionate e trascinate, nonché personalizzate con XML. Le icone dell'inventario sono ora tutte della stessa dimensione. Il sistema radiale dei menu del gioco originario è stato rimpiazzato con un sistema di menu nel contesto simile a quello di Fallout 2.
Come NWN, NWN2 supporta più giocatori, che sono in grado di controllare party, usualmente formato da alcuni personaggi non giocanti e dal personaggio giocante) fino ad un massimo di 3 personaggi non giocanti. Inoltre, il controllo del party è stato migliorato.
La fase di creazione del personaggio prevede una personalizzazione avanzata, una scalabilità della potenza di personaggi e mostri ed una maggiore personalizzazione dell'equipaggiamento. Oltre alle razze principali, possono essere selezionate anche le sottorazze. I portrait (i piccoli "ritratti" dei personaggi) in 2D statico sono stati rimpiazzati con avatar in 3D, similmente a Star Wars: Knights of the Old Republic.
Tutte le classi base di Neverwinter Nights sono presenti; inoltre, è stata aggiunta la classe base Warlock. I personaggi possono multiclassare fino ad avere quattro classi, anziché tre come in NWN, anche se una è riservata ad un'eventuale classe di prestigio. Tutte le classi di prestigio di NWN, tranne il Mutaforma (Shifter in inglese), sono state incluse anche in NWN2; sono inoltre state aggiunti Mistificatore Arcano, Nove di Neverwinter, Ladro dell'ombra dell'Amn, Sacerdote da Battaglia, Duellista e Berserk Furioso. Per quanto riguarda strettamente la terminologia di Forgotten Realms, il Campione di Torm è stato rinominato Campione divino (ovvero con il nome della classe di prestigio come presente nei manuali cartecei dell'ambientazione), mentre l'Esploratore arpista è stato rinominato Agente arpista (come avvenuto anche nei manuali cartacei).
I personaggi sono limitati al 20º livello.
NWN2 ha il sistema dell'abilità Artigianato più completo e con abilità più appropriate rispetto a NWN; questo sistema può essere usato per modificare l'aspetto visivo di armi ed armature, ma solo dopo che l'oggetto è stato creato.
La volontà di eliminare dal gioco la figura del Dungeon Master per le partite multiplayer è stata dichiarata in questo forum (17 maggio 2006). Da agosto 2006 però, i piani sono stati cambiati: il 26 agosto Josh Sawyer ha dichiarato che «abbiamo ancora intenzione di produrre un DM client. Due programmatori hanno previsto di lavorarci dopo essersi occupati delle versioni candidate alla distribuzione. Questo non significa che lo faremo sicuramente o che sarà al livello di qualità X alla data Y, ma che certamente non sarà eliminato». Infatti, a partire dal 12 ottobre 2006 un'interfaccia di gioco per il Dungeon Master è stata sviluppata, con l'intento di mantenerne invariata la funzionalità rispetto a quella di NWN.
La campagna prevede anche un lato strategico quando, arrivati ad una fase avanzata nel gioco, ci si potrà dedicare anche alla gestione di una fortezza, arricchendola con servizi, sistemi di difesa e un piccolo esercito, così da influenzare lo svolgimento della battaglia finale.

### Electron toolset
L'Electron toolset, successore dell'Aurora toolset, è stato completamente riscritto usando il linguaggio di programmazione C#. A differenza di NWN ora il software consente l'apertura di più finestre contemporaneamente; come NWN dà al giocatore la possibilità di creare i propri modelli e distribuirli in Internet per il gioco online. Alcuni elementi di gioco, incluso NWSript e i dialoghi possono essere direttamente importati da NWN. La costruzione delle aree di gioco ora sfrutta un sistema a pezzi ottagonali anziché quadrati (il precedente sistema "a mosaico" di NWN).
Il produttore di Neverwinter Nights 2, Atari, ha annunciato che il toolset sarebbe stato disponibile ad un pre-ordine per il download un mese prima dell'uscita della versione completa abbinata al gioco. Inizialmente programmato per essere disponibile a partire dal 18 settembre 2006, la disponibilità del toolset è stata rinviata al 23 settembre, e poi ancora posticipata al 1º ottobre; la causa e il risolvimento dell'ultima cancellazione rimangono sconosciuti. Il 1º ottobre, molti acquirenti si sono infuriati quando il download non è stato di nuovo reso possibile a causa di un errore nella programmazione del sito web; il toolset è apparso successivamente su un sito FTP europeo da cui chiunque poteva scaricare i file, anche coloro che non avevano usufruito della pre-vendita. Sfortunatamente, il sito FTP non era stato programmato per richiedere i dati del pre-ordine, così molti utenti con i requisiti per poter scaricare il toolset non hanno potuto ottenere il materiale. Questa pre-release del toolset è scaduta il 31 ottobre, data dell'uscita ufficiale del gioco e del toolset in Nord America.
Fin dalla sua distribuzione, i forum ufficiali del toolset hanno registrato un forte flusso di proteste da parte di utenti che, nonostante avessero i requisiti di sistema necessari per far girare il programma, non sono stati in grado di operare senza frequenti crash del programma. Una soluzione non è ancora stata adottata dagli sviluppatori, anche se una minoranza è riuscita a risolvere autonomamente i problemi; è stato suggerito che il download del toolset dall'FTP europeo o da altre fonti ha fatto ricevere agli utenti copie incomplete o danneggiate. Ad ogni modo, rapporti di questi crash giungono sia da coloro che hanno scaricato il programma "illegalmente", sia da coloro che l'hanno fatto legittimamente ricevendolo in seguito alla promozione di Atari.

### Esclusioni
Alcune caratteristiche non sono presenti nella prima versione che è stata distribuita. Sono però state in parte incluse nell'espansione Mask of the Betrayer.
- I livelli epici sono stati eliminati. Abilità e talenti epici sono stati implementati in Orde dal Sottosuolo, ma sono stati esclusi da NWN2 semplicemente a causa del level cap. La progressione epica viene introdotta nell'espansione Mask of the Betrayer.
- La classe di prestigio Shifter è stata tolta. Il Teurgo mistico e il Sacred Fist erano stati pianificati per l'inclusione, ma poi sono stati eliminati per limiti di tempo.
- I moduli non possono essere importati direttamente da Neverwinter Nights, ma gli script e i dialoghi sì.
- I personaggi psionici non sono stati implementati, anche se i PNG illithid hanno poteri psionici; questa sembra essere una decisione progettuale, dato che le capacità psioniche richiedono l'aggiunta di un set di regole separato.
- La possibilità di cavalcare non è stata implementata, anche se sono presenti cavalli non cavalcabili. Come per gli psionici, il combattimento a cavallo richiede regole addizionali, come la maggior parte della meccanica di gioco riadattata.
- Abilità come Sensi acuti, Scalare, Nuotare e Saltare non sono state incluse.
- Volo e levitazione non sono state incluse. L'Electron Engine usa una geometria in 2,5D come l'originale, e questo significa che, mentre renderizza in 3D vero, la profondità dell'altezza non ha impatto sul gameplay; è stata citata anche la difficoltà nel progettare un "sistema di levitazione/volo" accettabile: il commento di uno degli sviluppatori chiedeva: «how does one click on an arbitrary bit of sky?» ("come fa uno a cliccare su un particolare punto del cielo"?), riferendosi al fatto che i personaggi si spostano dirigendosi nella porzione del terreno cliccata dal giocatore.
- Non c'è nessuna versione per Macintosh né per Linux della release iniziale, e Atari non ha nemmeno pianificato di produrle. Un eventuale sviluppatore del porting avrebbe bisogno di ottenere una licenza da Atari per riscrivere il loro codice.
- I famigli sono stati ridotti da creature fantasy a semplici animali della vita reale.

## Personaggi
Una serie di 10 personaggi che possono entrare nel party (traducibile come "compagnia", indica un gruppo di compagni d'avventura) del giocatore, ognuno con una propria classe (un monaco, una druida, un mago, una stregona, una ladra, un ranger, una guerriera, un warlock, una chierica, un bardo e un paladino) man mano che si avanza nel corso della partita. È possibile aumentare la propria influenza nei confronti dei membri del party, o perderla, influenzando così le sorti del gioco e la lealtà dei personaggi verso il proprio eroe.

Nel gioco compaiono alcuni personaggi minori del primo capitolo, come Deekin (che non è più un personaggio giocabile bensì un venditore di merci inusuali) e Lord Nasher, signore di Neverwinter.
I compagni aggiungibili alla compagnia sono:
- Khelgar Ironfist

(Nano, guerriero e/o monaco): è un nano appartenente al Clan degli Ironfist, dal quale si è separato in modo brusco per girare il mondo e migliorare il proprio stile di combattimento. Il suo proposito è andare al tempio di Tyr a Neverwinter, per chiedere ai monaci di istruirlo come monaco. È l'unico membro del party che può avere due classi, monaco e guerriero, oppure specializzarsi in una sola. Ha un carattere goliardico, rissaiolo e litigioso, ma anche generoso e leale.
- Neeshka

(Tiefling, ladro): incontrata dal protagonista e da Khelgar lungo la strada per Highcliff, Neeshka è una ladra tanto abile nel suo mestiere quanto capace di attirare i guai, e ha un misterioso passato legato a Neverwinter.
- Elanee

(Elfo, druido): mandata in missione dal Circolo del Mare per seguire la crescita dell'eroe, deciderà di unirsi ad esso per proteggerlo e aiutarlo a sanare il mondo dalla minaccia. È molto preoccupata per la strana energia che sta corrompendo le terre della regione. Con l'adeguata influenza, qualunque eroe di sesso maschile può stabilire una storia d'amore con Elanee.
- Qara

(Umano, stregone): arrogante, presuntuosa e saccente, ma dotata di un indiscutibile talento. Viene incontrata a Neverwinter, mentre sta scappando dall'Accademia di magia da cui è stata esiliata per la sua incapacità di controllare le proprie doti. Col tempo, il protagonista può guadagnarsi la sua fiducia.
- Bishop

(Umano, ranger): è un ranger proveniente dai territori di Luskan; è furbo e pieno di risorse, ma è anche dotato di un'indole senza scrupoli, e si unisce alla compagnia dell'eroe senza troppa convinzione. Se l'eroe è donna può intrecciare una relazione sentimentale con Bishop.
- Casavir

(Umano, paladino): Casavir è un paladino autoesiliatosi nelle montagne, dove continua a lottare nell'ombra per proteggere gli abitanti della regione dal pericolo degli orchi. Malinconico e integerrimo, ha un profondo senso del dovere; un personaggio di sesso femminile può avere una storia con Casavir.
- Grobnar Gnomehands

(Gnomo, bardo): sempre con la testa tra le nuvole, bizzarro e ottimista, è sempre allegro ed efficiente e crede nell'esistenza di creature immaginarie, come i Wendersnaven. Più avanti, scoprirà i progetti di un costrutto (una macchina da combattimento di forma umana) e lo realizzerà per aiutare la compagnia nella sua missione.
- Zjhaeve

(Githzerai, chierico): decide di unirsi all'eroe in un'insolita alleanza contro il nemico comune, i Githyanki. È infatti convinta che il potere che minaccia il mondo non riguardi solo questo piano esistenziale, ma li coinvolgerà tutti, e per scongiurare tale pericolo si è messa al seguito dell'eroe aiutandolo con la sua abilità di chierica.
- Shandra Jerro

(Umano, guerriero): Shandra è la nipote di Ammon Jerro e gestisce una fattoria a nord di Highcliff. Si unirà in seguito alla compagnia come spadaccina, per poi venire rapita dal suo misterioso parente.
- Sand

(Elfo, mago): Sand è un saggio ma cinico Elfo della Luna che possiede un negozio magico vicino al porto di Neverwinter. È assetato di conoscenza e brama di trovare antiche reliquie e artefatti per studiarli a fondo. Ha ottime capacità come mago, e si scontra spesso con Qara, che sostiene che i maghi siano inferiori agli stregoni per la necessità di dover studiare i libri per apprendere la magia. Come famiglio ha un felino, Jaral. Sembra che in passato abbia avuto legami con Luskan e la Confraternita Arcana.
- Ammon Jerro

(Umano, warlock): Ammon Jerro era una volta un mago di corte, ma quando scoprì la verità sul Re delle Ombre e sulla minaccia che esso rappresentava per l'intero Abeir-Toril, tagliò ogni legame con parenti e amici e si rinchiuse a studiare in un eremo, nella speranza di potenziarsi e poter affrontare il guardiano ad armi pari. Man mano che il suo potere cresceva, il suo senso morale diminuiva, anche a causa dell'influenza dei Diavoli e dei Demoni che aveva evocato. Dopo aver involontariamente provocato la morte di sua nipote Shandra, si unirà alla compagnia per affrontare il Re delle Ombre.

### Razze e sottorazze
Le seguenti razze e sottorazze appaiono nella campagna principale del gioco:
- Elfi
  - Elfi Oscuri (drow)
  - Elfi della Luna
  - Elfi del Sole
  - Elfi dei Boschi
- Gnomi
  - Gnomi delle profondità (svirfneblin)
  - Gnomi delle rocce
- Halfling
  - Halfling Piedilesti
  - Halfling Cuoreforte
- Mezzelfi
  - Mezzidrow (Storm of Zehir)
- Nani
  - Nani degli Scudi
  - Nani Dorati
  - Nani Grigi (duergar)
- Mezzorchi
- Umani
- Stirpeplanare (Planetar)
  - Aasimar
  - Tiefling
  - Genasi dell'Aria (Mask of the Betrayer)
  - Genasi del Fuoco (Mask of the Betrayer)
  - Genasi della Terra (Mask of the Betrayer)
  - Genasi dell'Acqua (Mask of the Betrayer)
- Orchi Grigi (Storm of Zehir)
- Yuan-Ti Purosangue (Storm of Zehir)

## Sviluppo
Nel luglio del 2004 la Obsidian Entertainment, fondata dai membri della defunta Black Isle Studios, che lavorò con BioWare allo sviluppo della serie Baldur's Gate, annunciò di aver cominciato la lavorazione di Neverwinter Nights 2, seguito del primo Neverwinter Nights, sviluppato da BioWare.
NWN2 utilizza una versione significativamente riscritta e aggiornata del motore grafico di NWN, l'Aurora Engine, ora chiamato "Electron Engine". BioWare ha fornito assistenza tecnica durante lo sviluppo di questo motore grafico.
Il motore grafico Electron Engine è stato completamente riscritto utilizzando le Microsoft DirectX 9. È supportato Pixel Shader versioni 2.0a, 2.0b e 3.0; Pixel Shader versione 2.0 o successiva è necessario per poter giocare, come una scheda grafica con almeno 512MB di RAM.
Per NWN2 la Obsidian decise di passare da OpenGL a DirectX di Microsoft. Di conseguenza, il seguito è stato sviluppato solo per Windows, non come il suo predecessore che gira anche sui sistemi Linux e macOS. Questa decisione ha reso furiosi i giocatori Linux/Mac, che si aspettavano il supporto per altri sistemi operativi dato il successo di NWN fra di loro.
Il 12 aprile 2006 un addetto stampa della Obsidian dichiarò che un'imminente press release avrebbe specificato la data di uscita del gioco, ovvero settembre 2006.

La data ufficiale di distribuzione è stata il 31 ottobre 2006 in Nord America e 3 novembre 2006 per l'Europa. Il gioco è entrato nella fase di sviluppo gold il 17 ottobre 2006.
Il sito web ufficiale è stato lanciato il 28 marzo 2006. I primi screenshot ufficiali, piccole immagini in bianco e nero dei primi modelli, sono stati pubblicati nel manuale di istruzioni del videogioco Atari Dragonshard, uscito nel settembre 2005. I primi screenshot a colori e ad alta risoluzione furono concessi in esclusiva per un articolo apparso sul numero di dicembre della rivista PC Gamer, disponibile in alcuni negozi statunitensi dal 10 ottobre 2005.
Vari screenshot e video in bassa risoluzione sono comparsi nelle settimane che precedevano, e anche durante, l'E3 del 2006. Un trailer ufficiale è stato reso disponibile sul sito del gioco immediatamente prima dell'evento; al contrario dei video in bassa qualità circolati su internet, non ha mostrato effettivamente il gioco che "gira", ma solo il filmato di apertura del gioco. Nelle tre o quattro settimane precedenti la data di lancio (31 ottobre), la Obsidian ha reso disponibile altro materiale per la stampa.

### Team di sviluppo
- Frank Kowalkowski - Lead Programmer
- Josh Sawyer - Lead Designer
- Ferret Baudoin - Lead Designer (ha lasciato il team nel marzo 2006 per entrare alla BioWare)[4]
- Tramell Ray Isaac - Lead Artist
- Darren Monohan - Producer

## Accoglienza
Complessivamente, Neverwinter Nights 2 ha ricevuto critiche favorevoli.
È arrivato al sesto posto sulla lista di prenotazioni di videogiochi di Amazon la settimana prima della sua uscita, e ha ottenuto dati di vendite molto positivi per diverse settimane dalla sua uscita.
Arrivato quinto al contest Migliore Trama del 2006 da Gamespot. È stato anche nominato per il Golden Joystick Award come miglior gioco per PC del 2006.

## Espansioni
Sono uscite due espansioni del gioco, Neverwinter Nights 2: Mask of the Betrayer (nel 2007) e Neverwinter Nights 2: Storm of Zehir (nel 2008). La prima è il diretto seguito del gioco principale e ne condivide l'ambientazione epica e la trama concatenata, offrendo la possibilità di importare il proprio personaggio da un salvataggio del gioco base per iniziare una nuova partita; la seconda ha invece una trama più aperta che permette di condurre il gioco a discrezione del giocatore, con una forte libertà di movimento e di sviluppo.
Nel 2009 è uscita una terza espansione, Neverwinter Nights 2: Mysteries of Westgate, scaricabile dal sito ufficiale a pagamento; a differenza delle altre due espansioni, non è stata tradotta in italiano né distribuita su CD.